# ويليام بوتير
ويليام بوتير (بالإنجليزية: William Potter)‏ (20 أغسطس 1847 - 10 أبريل 1920) هو لاعب كريكت بريطاني (وحمل سابقاً جنسية المملكة المتحدة لبريطانيا العظمى وأيرلندا).